# Lijst van Amerikaanse ondernemingen
Dit is een lijst van enkele ondernemingen uit de Verenigde Staten van Amerika. Zie lijsten van ondernemingen voor lijsten van ondernemingen uit andere landen. 

## Huidige ondernemingen

### 0-9
- 3Com Corporation
- 3M

### A
- ACN
- Adobe Systems
- Advanced Micro Devices
- Alcoa
- AlliedSignal Inc.
- Altria Group (voorheen Philip Morris Companies)
- Amazon.com
- American Airlines
- American Express
- Amtrak (National Railroad Passenger Corporation)
- Amyris
- Anheuser-Busch
- Apple Computer
- AT&T
- Autodesk
- Avaya
- Avon Products, Inc

### B
- Babcock & Wilcox
- Bechtel Corporation
- Boeing

### C
- Caterpillar Inc.
- ChevronTexaco
- Cingular
- Citigroup
- Cisco Systems, Inc.
- Clear Channel Communications
- CNET
- Coca-Cola
- Colgate-Palmolive
- Colt Defense
- Comcast
- Computer Associates
- ConocoPhillips
- Control Data Corporation (CDC)
- Converse Shoes
- Corning

### D
- DaimlerChrysler (Duits-Amerikaans)
- Deere & Company
- Dell, Inc.
- Delta Air Lines
- Diebold
- Disney (The Walt Disney Company)
- The Dow Chemical Company
- Dow Jones & Company
- DuPont (E.I. du Pont de Nemours)

### E
- Eastman Kodak
- eBay
- Electronic Arts
- Eli Lilly and Company
- Enron
- ExxonMobil

### F
- FedEx (Federal Express)
- Ford Motor Company
- Fox Film Corporation

### G
- General Dynamics
- General Electric
- General Motors
- Goldman Sachs
- Goodyear Tire and Rubber Company
- Google

### H
- Halliburton
- Harley-Davidson
- Hewlett-Packard
- H J Heinz Company

### I
- IBM (International Business Machines)
- Intel
- International Data Group

### J
- Jack Daniel's
- John Deere
- Johnson & Johnson
- J. P. Morgan Chase and Co.

### K
- Kellogg Company
- Kerr-McGee
- Kimberly-Clark
- Kmart Corporation
- KPMG
- Kraft Foods

### L
- Lockheed Martin
- Lucasfilm
- Lucent

### M
- Martha Stewart Living
- Martin Marietta Materials
- Mattel
- McDonald's Corporation
- MCI
- Mellon
- Merck and Company
- Merrill Lynch & Co., Inc.
- Microsoft
- Miller Brewing
- Monsanto Company
- Motorola

### N
- NCR Corporation
- Nike
- Northrop Grumman

### O
- Office Depot
- O'Reilly Media
- Oracle Corporation

### P
- Pacific Gas and Electric Company
- PalmOne, Inc.
- Pan Am
- Paramount Pictures
- PepsiCo
- Phillips-Van Heusen Corporation
- Pinnacle Systems
- Pfizer
- Polaroid Corporation
- PricewaterhouseCoopers
- Procter & Gamble

### Q
- Qualcomm
- Quest Software
- Qwest

### R
- RadioShack
- Raytheon
- Red Hat
- Rockwell Automation
- Rockwell Collins

### S
- Sierra Entertainment (voorheen Sierra On-Line)
- Silicon Graphics, Inc
- SkyWest Airlines
- Southwest Airlines
- Sprint Corporation
- Starbucks
- Sun Microsystems
- Sunoco

### T
- Texas Instruments
- Time Warner
- Tabasco

### U
- Unisys
- United Airlines
- United Parcel Service (UPS)
- United Technologies
- US Airways
- US Robotics

### V
- Verizon
- Verizon Wireless
- Viacom

### W
- Wal-Mart
- Wendy's

### X
- Xerox

### Y
- Yahoo!

## Voormalige ondernemingen
- American Motors (AMC)
- America West Airlines, overgenomen door US Airways in 2005
- Amoco, maakt nu deel uit van BP
- Apollo Computer, overgenomen door Hewlett-Packard in 1989
- Arco, d.i. Atlantic Richfield Company, overgenomen door BP Amoco
- AT&T Wireless, overgenomen door Cingular
- Bell Labs, overgenomen door AT&T
- Chevron, maakt nu deel uit van ChevronTexaco
- Coleco
- Columbia Records, nu onderdeel van Sony
- Compaq, overgenomen door Hewlett-Packard in 2002
- Conoco, maakt nu deel uit van ConocoPhillips
- Cray Research
- Digital Equipment Corporation, overgenomen door Compaq in 1998
- Esso (S.O.) - later Exxon, maakt nu deel uit van ExxonMobil
- Exxon, maakt nu deel uit van ExxonMobil
- Gulf Oil
- McDonnell Douglas, overgenomen door Boeing
- Mobil Oil, maakt nu deel uit van ExxonMobil
- Nabisco (National Biscuit Company), overgenomen door Kraft Foods
- Netscape Communications Corporation, maakt deel uit van Time Warner
- Palm, Inc., gesplitst in PalmOne, Inc. en PalmSource, Inc.
- Phillips Petroleum Company, maakt nu deel uit van ConocoPhillips
- Rockwell International
- Standard Oil
- Standard Oil of Indiana, werd later Amoco, nog later overgenomen door BP
- Texaco, maakt nu deel uit van ChevronTexaco
- Union Carbide, overgenomen door Dow
- WorldCom, werd MCI